# Manfred Sturmann
Manfred Sturmann (geboren 6. April 1903 in Königsberg (Preußen); gestorben  9. Januar 1989 in  Jerusalem) war ein deutsch-israelischer Schriftsteller.

## Leben
Manfred Sturmanns Großvater war orthodoxer Prediger der jüdischen Gemeinde in Osterode (Ostpreußen), sein Vater lebte als Goldschmied in Königsberg. Manfred Sturmann besuchte das Altstädtische Gymnasium in Königsberg. Er schloss sich der zionistischen Jugendorganisation Blau-Weiß an. Sturmann studierte Volkswirtschaft, Germanistik und Kunstgeschichte an den Universitäten Königsberg, Breslau und München. Um seinen Lebensunterhalt zu sichern, begann er 1923 bei einem Verlag in München eine kaufmännische Lehre.
Sturmann schrieb Gedichte, literarische Porträts, Erzählungen und Rezensionen, die er in den in Danzig erscheinenden Ostdeutschen Monatsheften und anderen literarischen Zeitschriften publizierte. 1923 übertrug er althebräische Lyrik ins Deutsche. 1924 heiratete er Lina Schindel. Sein erster Lyrikband erschien 1929. Der Gedichtband Die Erben erhielt 1929 den Lyrikpreis der Stadt München.
Sturmann lernte Ivrit und emigrierte rechtzeitig am 2. November 1938 über Triest nach Palästina. Sein Versuch, dort eine zweite Karriere als Schriftsteller zu beginnen, erwies sich als unmöglich. Er fand Beschäftigungen von 1940 bis 1947 am Bezalel Museum in Jerusalem, 1948 wurde er als Soldat im Palästinakrieg eingezogen, danach arbeitete er in der Sozialfürsorge des Irgun Olej Merkas Europa für Immigranten aus Mitteleuropa. Er wurde 1945 Nachlassverwalter von Else Lasker-Schüler.
Seine literarischen Arbeiten in Israel, auch die in hebräischer Sprache, blieben erfolglos: Er blieb ein Israelischer Dichter deutscher Zunge, der in der Schweiz gedruckt wurde.

## Werke (Auswahl)
- Althebräische Lyrik. Übersetzung und Nachdichtung. Vorwort Arnold Zweig. München: Allgemeine Verlagsanstalt, 1923
- Selbstmord in Dur. Erzählung. Berlin: J. M. Spaeth, 1928
- Die Erben : Gedichte. Berlin: Horen, 1929
- Der Gaukler und das Liebespaar. Berlin: Horen, 1929
- Wunder der Erde : Gedichte. Leipzig: Hesse & Becker, 1934
- Herkunft und Gesinnung : jüdische Gedichte. Berlin: Reiss, 1935
- Palästinensisches Tagebuch : Aufzeichnung einer Reise. Berlin: Brandus, 1937
- Gedichte. Jerusalem: Freund, 1941
- Die Kreatur. Erzählungen. Zeichnungen Gunter Böhmer. St. Gallen: Tschudy, 1952
- Die Sanduhr : Gedichte. Erzählungen. St. Gallen: Tschudy, 1954
- Abschied von Europa : Geschichten aus Israel.  Stuttgart: Lettner, 1963
- Meilensteine – Vom Wege des Kartells Jüdischer Verbindungen KJV in der Zionistischen Bewegung. Essay. Tel Aviv, 1972
- Heimkehr in die Wirklichkeit : Novelle. Berlin: Europäische  Ideen Mytze, 1983
- Lebensfugen : Gedichte. Berlin: Henssel, 1984
- Großvaters Haus. Hrsg. von Dirk Heißerer, Wallstein, Göttingen 2024, ISBN 978-3-8353-5556-9.